# Ryegate (Montana)
Ryegate es un pueblo ubicado en el condado de Golden Valley en el estado estadounidense de Montana. En el Censo de 2010 tenía una población de 245 habitantes y una densidad poblacional de 137,89 personas por km².

## Geografía
Ryegate se encuentra ubicado en las coordenadas 46°17′55″N 109°15′12″O / 46.29861, -109.25333. Según la Oficina del Censo de los Estados Unidos, Ryegate tiene una superficie total de 1.78 km², de la cual 1.78 km² corresponden a tierra firme y (0%) 0 km² es agua.

## Demografía
Según el censo de 2010, había 245 personas residiendo en Ryegate. La densidad de población era de 137,89 hab./km². De los 245 habitantes, Ryegate estaba compuesto por el 97.14% blancos, el 0% eran afroamericanos, el 0.41% eran amerindios, el 0% eran asiáticos, el 0% eran isleños del Pacífico, el 0.82% eran de otras razas y el 1.63% pertenecían a dos o más razas. Del total de la población el 4.08% eran hispanos o latinos de cualquier raza.